# Rhum Héritage
 (avril 2021).
Rhum Héritage est une série historique française créée par le scénariste Tristian Roulot, le dessinateur Mateo Guerrereo et le coloriste Amparao Crespo Cardenete, éditée en albums depuis mai 2019 par les éditions Hachette.

## Description

### Synopsis
À la fin du XVIIe siècle, le sucre est une denrée précieuse pour la France du Roi Soleil. C'est dans ce contexte que, depuis le port de La Rochelle, Jean Rouen (fils d'un verrier ruiné et embastillé) et le Père Labat s'embarquent pour la Martinique,.

### Personnages
- Jean Rouen
- Père Labat
- Philippe d'Audouin
- Silas
- Iya

## Publication

### Albums
- 1. Rhum Héritage, 1690-1699 Eau de vie, eau de mort, Hachette (collection Robinson), France, mai 2019
Scénario : Tristan Roulot - Dessin : Mateo Guerrero - Couleurs : Amparo Crespo Cardenete - (ISBN 978-2-01-704447-5)
- 2. Rhum Héritage, 1700-1721 Les flammes de la révolte, Hachette (collection Robinson), France, février 2021
Scénario : Tristan Roulot - Dessin : Mateo Guerrero - Couleurs : Amparo Crespo Cardenete - (ISBN 978-2-01-707644-5)